# خان أربليان
خان أربليان (بالأرمنية: Օրբելյանների իջևանատուն)‏ هو خان تاريخي يعود إلى عصر 1332، ويقع في محافظة وايوتس جور.